# 마누엘 아나톨
마누엘 아나톨 아리스테기(바스크어: Manuel Anatol Aristegi; 1903년 5월 8일, 바스크 주 이룬 ~ 1990년 5월 17일)는 프랑스로 귀화한 전 축구 선수이다.

## 축구 경력
아나톨은 스페인의 바스크 주에 있는 이룬 마을 출신이다. 그는 초창기에 스페인의 레알 우니온, 아틀레틱 빌바오, 그리고 레알 마드리드 이 세 구단에서 활약한 것으로 알려져 있다. 1929년 아나톨은 프랑스로 건너가 라싱 파리에 입단했다. 라싱 소속으로, 그는 구단의 주장 완장을 차고, 2년차에 소속 구단의 쿠프 드 프랑스 결승행일 이끌었다. 결승전에서 라싱 파리는 세트에 1-3으로 패하였다.
르네 프티의 경우처럼 스페인계 혈통으로 관심을 받던 아나톨은 1929년에 프랑스에 귀화하여 1929년 3월 24일에 2-0으로 이긴 포르투갈과의 경기에서 프랑스 국가대표팀 첫 경기를 치렀다. 그는 프랑스 국가대표팀 경기에 15번 더 출전했고, 1930년 3월 23일, 3-3으로 비긴 스위스와의 경기에서는 하나뿐인 국가대표팀 경기 득점을 올렸다. 이 골은 문전 40미터 앞에서 기록한 골이었다. 그는 근무 조건이 맞지 않았기에 1930 월드컵에 참가할 수 없었고, 4년 후에 열린 다음 대회에도 프랑스 국가대표팀 명단에 이름을 올리지 못했다.

## 육상 경력
아나톨은 단거리 달리기에도 두각을 나타냈는데, 1923년 스페인 전국 육상 대회에서 100미터 달리기, 200미터 달리기, 400미터 달리기, 그리고 4 × 400미터 계주를 모두 석권했다. 그러나, 그는 서류에서 프랑스인으로 표기되어 있었고,(그의 부친은 프랑스령 바스크 출신이나, 본인은 당시까지 스페인에서 샀다) 상을 준우승자 상으로 대신 받았고, 기록 또한 그렇게 남아 있었다. 그는 스페인의 작명 관습 때문에 행정 절차의 문제나 자신이 축구 선수로 뛰었다는 배경을 숨기기 위해서나 1924년 하계 올림픽에 M. A. 아리스테기(M. A. Aristegui)의 이름을 달고 출전했다. 그는 400미터 부문에서 결선까지 오르지는 못하였다.